# Athlétisme à l'Universiade d'été de 2021
Navigation
Naples 2019 Bochum 2025
Les épreuves d’athlétisme de l’Universiade d'été de 2021 se déroulent du 1er au 6 août 2023 au Shuangliu Sports Centre Stadium de Chengdu, en Chine.

## Résultats

### Hommes
| Épreuves                  | Or                                                                       | Argent                                                                                      | Bronze                                                                                               |
| ------------------------- | ------------------------------------------------------------------------ | ------------------------------------------------------------------------------------------- | --- |
| 100 m                     | Kadrian Goldson 10 s 04                                                  | Shaun Maswanganyi 10 s 06                                                                   | Chen Guanfeng 10 s 17                                                                                |
| 200 m                     | Tsebo Matsoso 20 s 36                                                    | Yudai Nishi 20 s 46                                                                         | Amlan Borgohain 20 s 55                                                                              |
| 400 m                     | João Coelho 44 s 79 (GR, NR)                                             | Reece Holder 44 s 79 (GR)                                                                   | Mihai Sorin Dringo 45 s 27 (NR)                                                                      |
| 800 m                     | Maciej Wyderka 1 min 49 s 09                                             | Corentin Le Clezio 1 min 49 s 17                                                            | Oussama Cherrad Zine El Abidine Laggoune 1 min 49 s 23                                               |
| 1 500 m                   | Benoît Campion 3 min 38 s 61                                             | Oussama Cherrad 3 min 40 s 64                                                               | Yervand Mkrtchyan 3 min 40 s 68                                                                      |
| 5 000 m                   | Simon Bedard 14 min 14 s 10                                              | Taiyo Yasuhara 14 min 14 s 15                                                               | Nursultan Keneshbekov 14 min 15 s 33                                                                 |
| 10 000 m                  | Dismas Yeko 28 min 59 s 25                                               | Sezgin Ataç 29 min 6 s 62                                                                   | Yuito Yamamoto 29 min 22 s 95                                                                        |
| 110 m haies               | Ken Toyoda 13 s 40                                                       | Ning Xiaohan 13 s 44                                                                        | Krzysztof Kiljan 13 s 55                                                                             |
| 400 mètres haies          | Peng Ming-yang 48 s 62                                                   | İsmail Nezir 48 s 72                                                                        | Xie Zhiyu 48 s 78                                                                                    |
| 3 000 m steeple           | Jens Mergenthaler 8 min 38 s 42                                          | Nick Jäger 8 min 40 s 53                                                                    | Atsushi Shobu 8 min 40 s 84                                                                          |
| 4 × 100 m                 | Chine Chen Jiapeng Chen Guanfeng Yan Haibin Deng Zhijian 38 s 80         | Thaïlande Natawat Iamudom Soraoat Dapbang Chayut Khongprasit Thawatchai Himaiad 38 s 80     | Afrique du Sud Thembo Monareng Tsebo Matsoso Eckhart Potgieter Shaun Maswanganyi 38 s 83             |
| 4 × 400 m                 | Turquie İlyas Çanakçı Kubilay Ençü Berke Akçam İsmail Nezir 3 min 3 s 46 | Pologne Adam Łukomski Patryk Grzegorzewicz Daniel Sołtysiak Mateusz Rzeźniczak 3 min 5 s 10 | Afrique du Sud Nhlanhla Maseko Tjaart van der Walt Wernich van Rensburg Lindukuhle Gora 3 min 5 s 17 |
| Semi-marathon             | Sezgin Ataç 1 h 4 min 36 s                                               | Ayetullah Aslanhan 1 h 4 min 37 s                                                           | Yang Kegu 1 h 4 min 48 s                                                                             |
| Semi-marathon par équipes | Turquie 3 h 14 min 31 s                                                  | Chine 3 h 17 min 12 s                                                                       | Japon 3 h 17 min 18 s                                                                                |
| 20 km marche              | Salih Korkmaz 1 h 23 min 40 s                                            | Qian Haifeng 1 h 24 min 40 s                                                                | Haruki Manju 1 h 25 min 32 s                                                                         |
| 20 km marche par équipes  | Chine 4 h 18 min 54 s                                                    | Japon 4 h 21 min 18 s                                                                       | Australie 4 h 32 min 52 s                                                                            |
| Saut en hauteur           | Vladyslav Lavski 2,25 m (PB)                                             | Fu Chao-hsuan 2,20 m                                                                        | Roman Petruk Gergely Török Tsai Wei-chih 2,20 m                                                      |
| Saut à la perche          | Urho Kujanpää 5,55 m                                                     | Patsapong Amsam-Ang 5,55 m                                                                  | Koen van der Wijst 5,45 m                                                                            |
| Saut en longueur          | Zhang Jingqiang 7,93 m                                                   | Wen Hua-yu 7,83 m                                                                           | Lin Chia-Hsing 7,83 m                                                                                |
| Triple saut               | Su Wen 17,01 m                                                           | Necati Er 16,83 m (SB)                                                                      | Huang Huafeng 16,76 m (SB)                                                                           |
| Lancer du poids           | Konrad Bukowiecki 20,23 m (SB)                                           | Szymon Mazur 19,20 m                                                                        | Xaver Hastenrath 18,69 m                                                                             |
| Lancer du disque          | Oskar Stachnik 63,03 m (SB)                                              | Kai Chang 61,82 m (SB)                                                                      | Oussama Khennoussi 61,33 m (PB)                                                                      |
| Lancer du marteau         | Wang Qi 73,63 m                                                          | Decio Andrade 73,43 m                                                                       | Dawid Piłat 72,27 m                                                                                  |
| Lancer du javelot         | Edis Matusevičius 80,37 m                                                | Cyprian Mrzygłód 80,02 m                                                                    | Topias Laine 78,42 m                                                                                 |
| Décathlon                 | Vilém Stráský 7 925 pts (PB)                                             | Edgaras Benkunskas 7 879 pts                                                                | Alec Diamond 7 812 pts (SB)                                                                          |

### Femmes
| Épreuves                  | Or | Argent                                                                                                  | Bronze                                                                                       |
| ------------------------- | --- | --- | -------------------------------------------------------------------------------------------- |
| 100 m                     | Patrizia van der Weken 11 s 22 | Viktória Forster 11 s 34                                                                                | Magdalena Lindner 11 s 44                                                                    |
| 200 m                     | Nikola Horowska 23 s 00 (SB) | Marlena Granaszewska 23 s 20 (PB)                                                                       | Banele Shabangu 23 s 29                                                                      |
| 400 m                     | Marlie Viljoen 52 s 38 | Corrssia Perry 52 s 62 (PB)                                                                             | Barbora Malíková 52 s 66                                                                     |
| 800 m                     | Laura Pellicoro 2 min 4 s 20 | Knight Aciru 2 min 4 s 34 (SB)                                                                          | Charne Swart 2 min 4 s 73                                                                    |
| 1 500 m                   | Laura Pellicoro 4 min 15 s 82 | Vera Hoffmann 4 min 16 s 47                                                                             | Şilan Ayyıldız 4 min 17 s 26                                                                 |
| 5 000 m                   | Mariana Machado 16 min 2 s 58 | Xia Yuyu 16 min 4 s 00                                                                                  | Risa Yamazaki 16 min 8 s 86                                                                  |
| 10 000 m                  | Xia Yuyu 33 min 48 s 35 | Yayla Gönen 34 min 5 s 03                                                                               | Fatma Karasu 34 min 10 s 97                                                                  |
| 100 mètres haies          | Viktória Forster 12 s 72 (NR) | Yanni Wu 12 s 76 (PB)                                                                                   | Jyothi Yarraji 12 s 78 (NR)                                                                  |
| 400 mètres haies          | Alice Muraro 55 s 48 (PB) | Marlene dos Santos 56 s 45 (PB)                                                                         | Sára Mátó 56 s 58 (PB)                                                                       |
| 3 000 m steeple           | Cara Feain-Ryan 9 min 46 s 02 | Semra Karaslan 9 min 50 s 42                                                                            | Georgia Winkcup 9 min 51 s 22                                                                |
| 4 × 100 m                 | Chine Liang Xiaojing Ge Manqi Cai Yanting Li Yuting Li He 43 s 70                                                                        | Pologne Marlena Granaszewska Monika Romaszko Paulina Paluch Nikola Horowska Weronika Bartnowska 44 s 20 | Afrique du Sud Antoinette van der Merwe Banele Shabangu Joviale Mbisha Tamzin Thomas 44 s 36 |
| 4 × 400 m                 | Pologne Weronika Bartnowska Karolina Łozowska Margarita Koczanowa Aleksandra Formella Natalia Wosztyl Marlena Granaszewska 3 min 32 s 81 | Brésil Marlene dos Santos Letícia Lima Giovana dos Santos Anny de Bassi 3 min 34 s 31                   | Suisse Noémie Salamin Veronica Vancardo Oksana Aeschbacher Karin Disch 3 min 34 s 57         |
| Semi-marathon             | Hikaru Kitagawa 1 h 13 min 17 s | Yayla Gönen 1 h 13 min 31 s                                                                             | Fatma Karasu 1 h 14 min 28 s                                                                 |
| Semi-marathon par équipes | Turquie Yayla Gönen Fatma Karasu Derya Kunur Burcu Subatan 3 h 43 min 14 s                                                               | Japon Hikaru Kitagawa Rio Einaga Saki Harada 3 h 45 min 27 s                                            | Chine Luo Xia Niu Lihua Xia Yuyu Wang Jiali 3 h 48 min 44 s                                  |
| 20 km marche              | Meryem Bekmez 1 h 33 min 53 s | Eliška Martínková 1 h 33 min 58 s                                                                       | Gao Lan 1 h 35 min 28 s                                                                      |
| 20 km marche par équipes  | Chine Gao Lan Ji Jie Liu Roumei Yin Lamei 4 h 52 min 2 s                                                                                 | Slovaquie Hana Burzalová Ema Hačundová Alžbeta Ragasová 5 h 5 min 36 s                                  | Inde Pooja Kumawat Nikita Lamba Mansi Negi Priyanka Priyanka 5 h 12 min 13 s                 |
| Saut en hauteur           | Rose Yeboah 1,94 m (PB) | Elena Kulichenko 1,91 m (=PB)                                                                           | Venla Pulkkanen 1,88 m (=PB)                                                                 |
| Saut à la perche          | Angelica Moser 4,62 m (SB) | Chen Qiaoling 4,30 m Albane Dordain 4,30 m Bérénice Petit 4,30 m                                        | Non décernée                                                                                 |
| Saut en longueur          | Nikola Horowska 6,60 m (PB) | Magdalena Bokun 6,41 m                                                                                  | Bhavani Bhagavathi 6,32 m                                                                    |
| Triple saut               | Tuğba Danışmaz 14,31 m (NR) | Diana Zagainova 14,02 m (SB)                                                                            | Adrianna Laskowska 13,83 m                                                                   |
| Lancer du poids           | Song Jiayuan 18,56 m | Eliana Bandeira 17,47 m                                                                                 | Lea Riedel 17,32 m                                                                           |
| Lancer du disque          | Antonia Kinzel 59,18 m | Yolandi Stander 57,89 m                                                                                 | Xie Yuchen 57,62 m (SB)                                                                      |
| Lancer du marteau         | Li Jiangyan 71,20 m | Xu Xinying 69,45 m                                                                                      | Aleksandra Śmiech 68,65 m                                                                    |
| Lancer du javelot         | Eda Tuğsuz 59,05 m | Su Lingdan 57,87 m                                                                                      | Jana van Schalkwyk 57,45 m (PB)                                                              |
| Heptathlon                | Isabel Posch 6 107 pts (PB) | Yuliya Loban 6 063 pts                                                                                  | Lydia Boll 5 923 pts (SB)                                                                    |

## Tableau des médailles
| Rang  | Nation         | Or | Argent | Bronze | Total |
| ----- | -------------- | -- | ------ | ------ | ----- |
| 1     | Chine          | 10 | 8      | 7      | 25    |
| 2     | Turquie        | 8  | 7      | 3      | 18    |
| 3     | Pologne        | 6  | 6      | 4      | 16    |
| 4     | Italie         | 3  | 0      | 0      | 3     |
| 5     | Japon          | 2  | 4      | 5      | 11    |
| 6     | France         | 2  | 3      | 0      | 6     |
| 7     | Afrique du Sud | 2  | 2      | 6      | 10    |
| 8     | Portugal       | 2  | 2      | 0      | 4     |
| 9     | Allemagne      | 2  | 1      | 2      | 5     |
| 10    | Taipei chinois | 1  | 2      | 2      | 5     |
| 11    | Lituanie       | 1  | 2      | 0      | 3     |
| 11    | Slovaquie      | 1  | 2      | 0      | 3     |
| 13    | Australie      | 1  | 1      | 3      | 5     |
| 14    | Tchéquie       | 1  | 1      | 1      | 3     |
| 14    | Ukraine        | 1  | 1      | 1      | 3     |
| 16    | Jamaïque       | 1  | 1      | 0      | 2     |
| 16    | Luxembourg     | 1  | 1      | 0      | 2     |
| 16    | Ouganda        | 1  | 1      | 0      | 2     |
| 19    | Finlande       | 1  | 0      | 2      | 3     |
| 19    | Suisse         | 1  | 0      | 2      | 3     |
| 21    | Autriche       | 1  | 0      | 1      | 2     |
| 22    | Ghana          | 1  | 0      | 0      | 1     |
| 23    | Brésil         | 0  | 2      | 0      | 2     |
| 23    | Thaïlande      | 0  | 2      | 0      | 2     |
| 25    | Algérie        | 0  | 1      | 3      | 4     |
| 26    | Chypre         | 0  | 1      | 0      | 1     |
| 26    | États-Unis     | 0  | 1      | 0      | 1     |
| 28    | Inde           | 0  | 0      | 4      | 4     |
| 29    | Hongrie        | 0  | 0      | 2      | 2     |
| 30    | Arménie        | 0  | 0      | 1      | 1     |
| 30    | Kirghizistan   | 0  | 0      | 1      | 1     |
| 30    | Pays-Bas       | 0  | 0      | 1      | 1     |
| 30    | Roumanie       | 0  | 0      | 1      | 1     |
| Total | Total          | 50 | 52     | 52     | 154   |